# Set-in

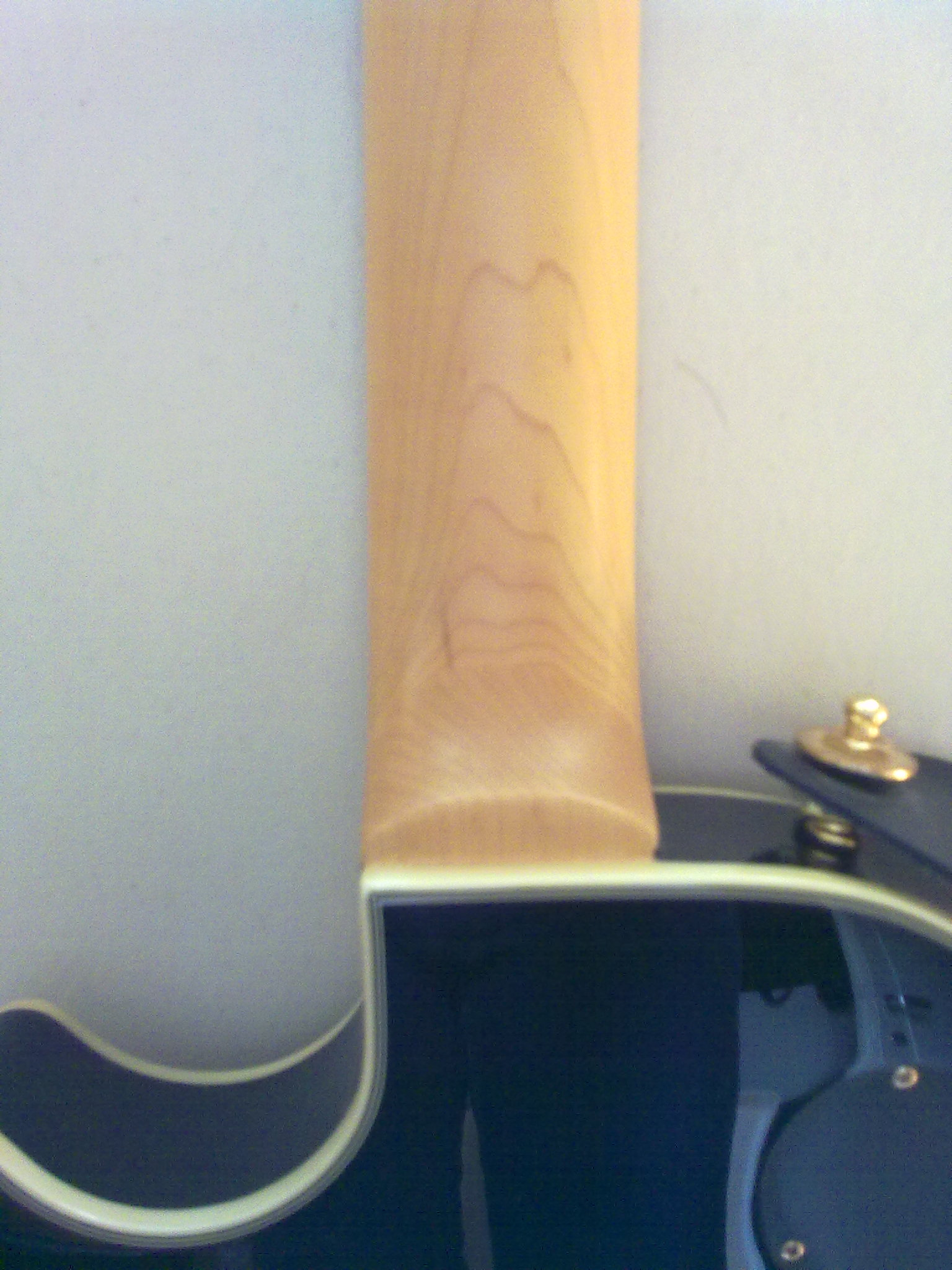
Esempio di manico set-in.

Set-in è un metodo di costruzione degli strumenti cordofoni, come in particolare chitarre e bassi, che consiste nell'unire il manico e il corpo dello strumento per mezzo di tenone e mortasa, utilizzando dei collanti, di norma colla animale, colla vinilica, resina epossidica o cianoacrilati.
Il set-in permette un buon passaggio delle vibrazioni nel legno, permettendo maggior sustain. Questo tipo di unione è meno forte rispetto ad un neck-thru, ma permette una maggior tenuta di un bolt-on per gli strumenti leggeri, quali quelli a corpo vuoto. L'accesso ai tasti più alti è facilitato rispetto ad un manico bolt-on, ma al tempo stesso aumenta il rischio di rottura del manico, specialmente se realizzato con legno fragile come il mogano. Il set-in è tipico di molte chitarre acustiche ed è frequente anche per le chitarre elettriche semi-acustiche, come la Gibson Les Paul. Il costo e la manodopera per realizzare o riparare un set-in sono maggiori rispetto ad un bolt-on.